# Зоран Ванев
Зоран Ванев (Штип, 1973) македонски је певач.
Каријеру је почео 1993. године када је избацио песму Ангела. Десет година касније је снимио први албум на српском језику и тако стекао популарност, највише песмама Јужна пруга, Лила, Моника, Момак и по и Танге.
Касније је престао да се бави музиком и преселио се у Швајцарску где тренутно живи са породицом и бави се здравственим осигурањем.

## Дискографија
Албуми на македонском језику
- Ангела (1994)
- Запеј песна (1998)
- Секавања (2001)
- Македонски староградски песни (2001)

Албуми на српском језику
- Лила (2003)
- Момак и по (2004)
- Зоран Ванев (2006)
- Зоран Ванев (2007)
- Балканска журка (2011)